# 突頷陌獅魚
突頷陌狮鱼，为輻鰭魚綱鮋形目杜父魚亞目狮子鱼科的其中一種，為深海魚類，分布於西南太平洋紐西蘭東北部Moa Seamount海域，棲息深度731-869公尺，體長可達3.2公分，棲息在底層水域，生活習性不明。